# Melagaram
Melagaram é uma panchayat (vila) no distrito de Tirunelveli, no estado indiano de Tamil Nadu.

## Demografia
Segundo o censo de 2001,  Melagaram  tinha uma população de 12,860 habitantes. Os indivíduos do sexo masculino constituem 49% da população e os do sexo feminino 51%. Melagaram tem uma taxa de literacia de 78%, superior à média nacional de 59.5%: a literacia no sexo masculino é de 84% e no sexo feminino é de 72%. Em Melagaram, 9% da população está abaixo dos 6 anos de idade.